# Perú en los Juegos Olímpicos de la Juventud 2010
Para los Juegos Olímpicos de la Juventud 2010, Perú acudió con una delegación de 26 los cuales participaron en 10 disciplinas deportivas.

## Deportes
| \| Disciplina \| Deportistas \| \| Voleibol \| 12 \| \| Natación \| 3 \| \| Atletismo \| 2 \| \| Bádminton \| 2 \| \| Vela \| 2 \| \| Lucha \| 1 \| \| Taekwondo \| 1 \| \| Halterofilia \| 1 \| \| Judo \| 1 \| \| Tenis \| 1 \| \| TOTAL \| 26[2] \| |             |
| Disciplina | Deportistas |
| Voleibol | 12          |
| Natación | 3           |
| Atletismo | 2           |
| Bádminton | 2           |
| Vela | 2           |
| Lucha | 1           |
| Taekwondo | 1           |
| Halterofilia | 1           |
| Judo | 1           |
| Tenis | 1           |
| TOTAL | 26          |

## Desempeño

### Medallero
| Año  | País                | Sede     | Posición | Oro | Plata | Bronce | Total |
| ---- | ------------------- | -------- | -------- | --- | ----- | ------ | ----- |
| 2010 | Bandera de Singapur | Singapur | 84/205   | 0   | 0     | 1      | 1     |